# Hospice Sainte-Joséphine
L'hospice Sainte-Joséphine ou maison de repos Sainte-Joséphine est un édifice érigé en 1783 et situé à Theux, dans la province de Liège en Belgique.

## Situation
L'immeuble est situé aux nos 25 et 27 de la rue de la Chaussée, une artère menant à la place du Perron, la place principale de la ville de Theux. Cette rue abrite d'autres bâtiments remarquables comme l'église Saints-Hermès-et-Alexandre, l'hôtel de ville au no 10, le presbytère au no 50, la maison Del Heid aux nos 31/33 et la maison de Limbourg au no 35.

## Historique
Cet hôtel particulier a été réalisé en 1783 pour son premier propriétaire, Antoine Dandrimont (1754-1826) d'après les plans de l'architecte liégeois Jacques-Barthélemy Renoz (1729-1786) auteur quelques années auparavant de l'hôtel de ville de Verviers. Il est actuellement occupé par une maison de repos.

## Architecture
La façade principale de l'immeuble est constituée de cinq travées et de deux niveaux (un étage + un étage mansardé) dans le style néoclassique. Il s'agit d'une façade symétrique en brique dont la travée centrale est encadrée de pilastres à refends. Cette travée centrale possède une porte d'entrée surmontée d'un arc en plein cintre occupé par une baie d'imposte avec petits bois placés en rayons surmontée par un balcon en fer forgé. Tous les linteaux sont bombés et possèdent une clé de voûte passante. On accède à la porte d'entrée par un perron en pierre bleue de trois marches. La façade arrière, blanchie, possède aussi cinq travées.

## Classement
L'hospice Sainte-Joséphine (façade principale et versant de toiture avant) fait l'objet d'un classement comme monument historique depuis le 27 décembre 1979.

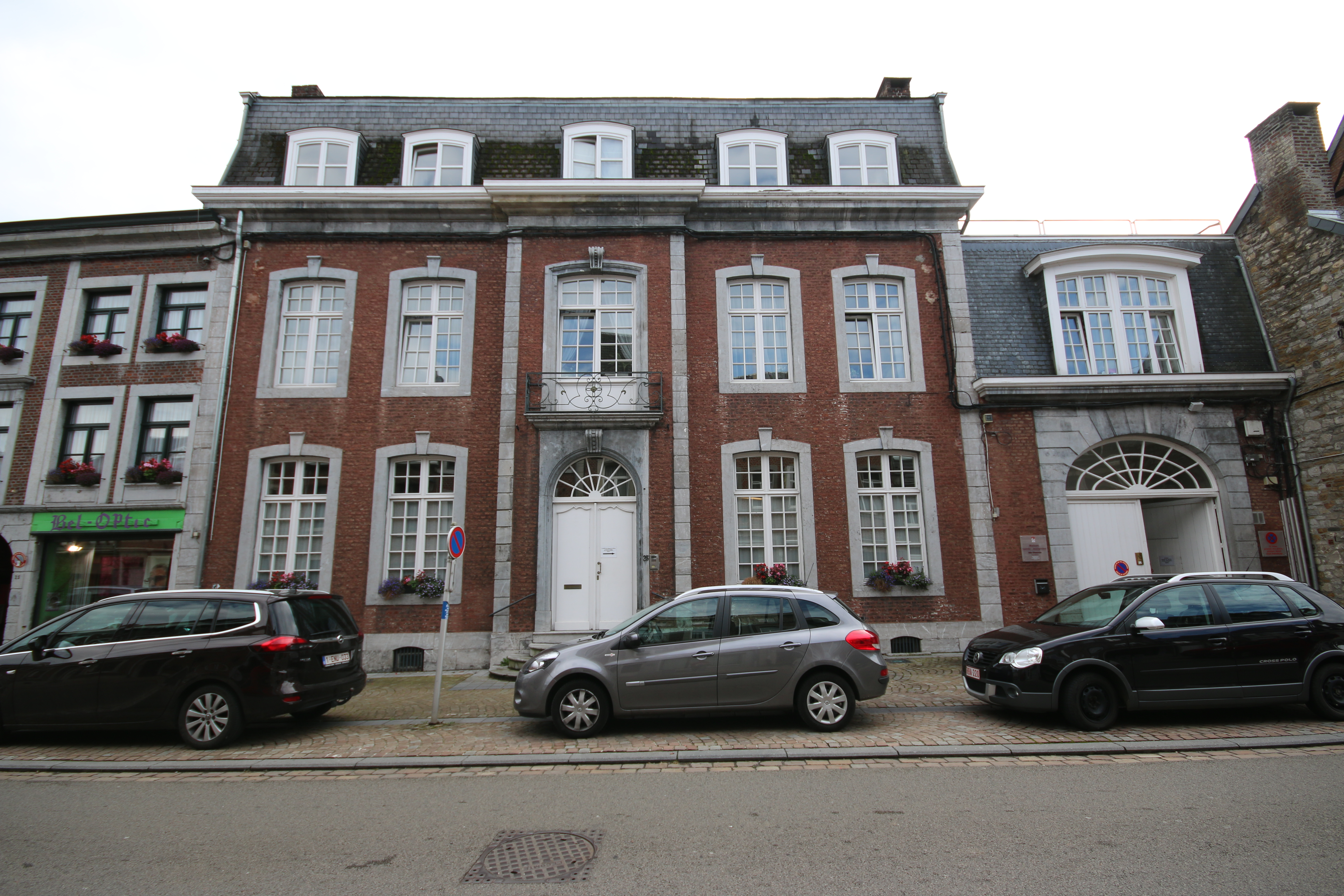